# Chrysodeixis luzonensis
Chrysodeixis luzonensis là một loài bướm đêm trong họ Noctuidae.